# HOMELAND (テレビドラマ)
『HOMELAND』（Homeland）は、2011年から2020年まで放送されたハワード・ゴードンとアレックス・ガンザによりアメリカ合衆国のテレビ用に制作されたスパイ・スリラー・ドラマ・シリーズであり、ギデオン・ラフが制作したイスラエルのシリーズ『Hatufim』（戦争の囚人）の設定に基づいている。主演はクレア・デインズ。

## 概要
双極性障害を持つが極めて有能なキャリー・マティソンはCIAに勤務し、アメリカ国内に潜入するテロリストと戦う。後にキャリーは海外支局勤務となり、さらに民間組織に転職するが、過去の任務の影はついて回りテロリストとの対決は続く。
本国アメリカ合衆国では、ケーブルチャンネル ショウタイムにて放送されており、制作会社はフォックス21である。各シーズンは12話からなり、2011年にシーズン1が放送され、最終シーズンとなるシーズン8は2020年2月9日から放送された。
日本では、FOX CRIMEにてシーズン1からシーズン4が放送され、その他TBSテレビ、Dlifeでも放送された。シーズン5以降はFOXチャンネルで放送された。最終シーズン8は2020年3月24日からFOXで放送されている。
その他、Netflix、Huluでも配信されている。

## ストーリー
「HOMELANDのエピソード一覧」の項参照

### シーズン1
アルカーイダとのアメリカ国内での戦いが描かれる。
CIAの作戦担当官キャリー・マティソンは、イラクで内通者からアメリカ人戦争捕虜がアルカーイダによって転向させられたとの情報を得る。だが命令違反の作戦を実行したため保護観察下に置かれ、バージニア州ラングレーのCIAテロ対策センターへ異動となる。上司であり、過去に恋愛関係にあったテロ対策センター指揮官デビッド・エスティースが、緊急のブリーフィングのためにキャリーを呼び出し、8年間行方不明であったアメリカ海兵隊軍曹ニコラス・ブロディが、テロリストのアブ・ナジールのアジトから救出されたことを告げる。キャリーは、ブロディが転向した戦争捕虜であると信じるようになる。
しかし、連邦政府とCIAはブロディは戦争の英雄として見る。上司を説得してブロディを監視下に置くことは殆ど不可能と考えたキャリーは、信頼できる唯一の人物であるソール・ベレンソンに近づく。アメリカ国内での第2のテロ攻撃を防止するため、二人は力を合わせてブロディの調査に当たる。
ブロディは政府上層部を殺す自爆テロを企てるが、キャリーの努力で思いとどまり、正体は明るみに出ないままとなる。

### シーズン2
引き続きアルカーイダとのアメリカ国内での戦いが描かれる。
シーズン1終了から6ヶ月がたっており、キャリーはCIAを辞職している。イスラム政治組織ヒズボラのメンバーの妻であり、キャリーの元情報提供者であった女性ファティマから、アメリカへのテロ攻撃の情報の知らせがCIAに入る。キャリーはファティマに会い、CIAに復職する。
一方ブロディは下院議員に選出され、政府の中枢へ入る機会を得る。テロリストの一味でジャーナリストのロイヤ・ハマディが現れ、アルカイーダ幹部のアブ・ナジールとの約束を果たすように迫る。
CIAはブロディが転向者であることを知り、今後はCIAに協力することを迫る。ブロディとキャリーは一夜を共にする。アブ・ナジールはキャリーを人質に取り、ブロディの協力を得て副大統領を暗殺して復讐を果たすが射殺される。CIA本部が爆破されてエスティースを含む大勢が死に、疑いをかけられたブロディは逃亡する。

### シーズン3
イランの諜報組織との戦いがアメリカ国内とイランを舞台として描かれる。
テロから2カ月後、壊滅的な打撃を受けたCIAは解体の危機に瀕している。事態を重く見たソールや同僚ダール・アダールはキャリーの病気や彼女とブロディとの関係を議会の委員会で暴露する。これを自分へ罪をなすりつけることによってCIAを守ろうとする陰謀だと考えたキャリーは必死に抵抗するが、危険人物として精神病院に入れられてしまう。
一方ブロディは、国外へ逃亡し、身動きの取れない生活を強いられ麻薬中毒となっている。ブロディの家族は経済的および精神的に追い詰められる。キャリーの苦境は実はイランの諜報組織の幹部ジャバディをおびき寄せるための秘密作戦であることがわかる。
キャリーは接触してきたジャバディを脅迫してCIAの協力者とする。ソールはブロディをイランに亡命させ、革命防衛隊司令官を暗殺させてジャバディを後釜に据えようとする。ソールはCIA長官職を望むが、CIAに批判的であった議会の委員長ロックハートがCIA長官となる。ブロディは暗殺に成功するが、イランで処刑される。キャリーはブロディの子を身ごもる。

### シーズン4
主な舞台をパキスタンに移し、ターリバーンとの戦いが描かれる。
キャリーは娘を姉に預けてアフガニスタン支局長として赴任しており、ソールはCIAを退職して民間警備会社の幹部となっている。パキスタン支局長からの情報提供で、CIAはターリバーン幹部ハッカニを空爆する。だが多くの民間人が巻き添えとなり、CIAは政治的な打撃をこうむる。事態収拾のため、キャリーはパキスタンに飛ぶが、怒る群衆にパキスタン支局長は殺されてしまう。パキスタン支局長として転任したキャリーは、クインと協力して調査を進める。
ソールは訪れたパキスタンでターリバーンに誘拐される。空爆の失敗は巧妙に仕組まれた罠であったこと、パキスタン政府の一部がターリバーンと通じていることが明らかになる。生きていたハッカニはソールと仲間との人質交換を求め、陽動作戦を起こしてアメリカ大使館を襲撃する。多くの大使館員やCIA職員が犠牲となり、クインとキャリーはハッカニを殺そうとするが、CIA幹部ダール・アダールとハッカニが平和的に同席するのを見て思いとどまる。
ハッカニはCIAと取引をし、暗殺リストから外してもらう代わりにテロリスト養成をしないと約束したことがわかる。

### シーズン5
シーズン4から2年がたち、ドイツを舞台としてロシアの諜報組織およびISILとの戦いが描かれる。
キャリーはCIAを辞めてドイツの慈善事業組織で保安責任者として働きながら娘と暮らし、ソールはCIAに復職している。CIAドイツ支局から機密文書が漏洩すると同時にキャリーの生命が脅かされ始める。キャリーは漏洩文書に命が狙われている理由が隠されていることを突き止める。と同時に、CIAドイツ支局の作戦が漏洩し、支局内にスパイがいることが発覚、ソールは濡れ衣を着せられてモサドのスパイではないかと疑われる。しかし、真の黒幕は、ロシアであった。キャリーは漏洩文書の矛盾を調査し、ドイツ支局長アリソンがロシアの二重スパイであることに気付く。
アリソンはロシアのセーフハウスに逃げ込んだところを捕まるが、誤魔化すことに成功。そして、ロシアの指令を受けてISILのテロを支援し再度逃亡する。ソールはアリソンの裏切りを表ざたにせず、密かに殺す。
一方ISILがドイツ国内で毒ガスによるテロを計画し、クインが潜入する。クインとキャリーはベルリンでのテロを阻止するが、クインはサリンに曝されて意識不明となる。

### シーズン6
シーズン5終了から数か月後、主な舞台はニューヨークとなり、イスラム教徒によるテロ事件をでっち上げる勢力とキャリーの戦いが描かれる。
アメリカ史上初の女性大統領キーンが当選し、就任式を控える。キャリーはキーンに助言する一方、ニューヨークでイスラム教徒を支援するNPO組織を運営している。キャリーの支援するイスラム教徒が爆殺されテロリストに仕立て上げられる。怒った暴徒がキャリーの家を襲い、後遺症に苦しむクインがその一人を撃って逮捕される。キャリーは娘フラニーを取り上げられる。ダール・アダールはイランが協定に背いて北朝鮮と核兵器開発を進めているとし、キーンに軍事行動を求める。キャリーの助言に基づいて、ソールが中東に送られて核兵器開発がでっち上げであることをつかむ。キーンに反対する勢力がテロの背後にいることが分かり、キーン暗殺を謀るがキャリーとクインが阻止し、クインは死亡する。数週間後、大統領に就任したキーンはソールを含む広範囲の政府関係者を突然に逮捕し、キャリーの抗議にも答えない。

### シーズン7
シーズン6終了から二か月後、主な舞台はワシントンDCとなり、アメリカ国内の政治混乱を引き起こそうとするロシアの秘密工作とキャリーの戦いが描かれる。
キャリーはワシントンDCに移るがホワイトハウスの職を辞し、姉の家に厄介になりながらキーンが逮捕させた200人の政府関係者を釈放させようと運動する。キーンに反対する勢力の運動が続く中、キーン暗殺計画の実行者の将軍が暗殺される。FBIの知人ダンテの助けを得たキャリーは、首席補佐官ウェリントンの恋人のシモーヌが暗殺に関与したことを疑う。政権に疑惑がかかる中、ウェリントンの努力で200人は釈放されソールは大統領顧問に起用される。だがロシアの情報部員グロモフの工作により、反対勢力とFBIの大規模な銃撃戦が起きて政権は窮地に立たされる。キャリーの双極性障害は悪化し、娘の親権は姉に移る。大統領に対抗するペイリー議員はシモーヌの証言により大統領解任の手続きを進める。ダンテとシモーヌはグロモフの手駒であった疑いが生じるが、ダンテは暗殺され、シモーヌはロシアに逃げる。窮地に立たされたキーンは政治上の悪手を打って政府内の支持を失い、解任される。ソールとキャリーは工作の唯一の証人であるシモーヌをロシアから奪還するが、キャリーはロシアに囚われる。シモーヌはアメリカで証言してロシアの工作が暴露され、ペイリーは逮捕される。キーンは大統領に復職した直後に辞任する。数か月後、ソールはキャリーをロシアのスパイと交換にして取り戻す。

### シーズン8
シーズン8はアフガニスタンとパキスタンを主な舞台とし、アメリカ軍を撤退させ新たな戦争を回避しようとするキャリーを描く。
キャリーは精神療養施設に入れられ、ロシアでの記憶を失い内通を疑われる。アメリカ軍をアフガニスタンから撤退させるため、ソールがタリバンの指導者ハッカニとの和平交渉を進める。だが国益を追求するパキスタンのタスニームと、アメリカ軍の予算を流用して蓄財したアフガニスタンの副大統領グロムが妨害する。キャリーは事態打開のためにカブールに呼ばれ、ロシア情報部のグロモフの手を借りてグロムの弱みを握り和平合意にこぎつける。キャリーのアドバイスに従い、アメリカ・アフガニスタン両大統領は前線基地を訪問して和平を宣言する。
だが両大統領はヘリコプターの墜落で死亡し、後継大統領のグロムとヘイズはタリバンによる仕業と決めつけて和平合意は崩壊しそうになる。キャリーは事故の可能性を知るが、証拠となるフライトレコーダーを回収したマックスはタリバンに捕らえられる。キャリーはロシアに内通し大統領暗殺を招いた容疑をかけられて逃亡し、グロモフとともにマックスを探す。グロムがハッカニを処刑したため、マックスは殺される。ハッカニの息子ジャラールはパキスタン国内に潜んで自分が大統領を殺したと主張し、その身柄を巡ってアメリカとパキスタンは核戦争の瀬戸際に立つ。キャリーはフライトレコーダーを入手し事故であることを確認するが、グロモフに裏切られ奪われる。グロモフはソールの隠し持つクレムリン内の協力者を暴露するよう要求し、キャリーはソールを裏切ってこれに応じ核戦争を回避する。2年後、ロシアに亡命しグロモフと暮らすキャリーはアメリカのためのスパイとなってソールに情報を送る。

## キャスト

### メインキャスト
| 役名 | シーズン                          | 俳優                                            | 日本語吹き替え                     |
| --- | --------------------------------- | ----------------------------------------------- | ---------------------------------- |
| キャリー・マティソン | 1-8                               | クレア・デインズ                                | 岡寛恵（1 - 6） 小林さやか（7）    |
| テロ対策センターに異動となったCIAの作戦担当官。アルカーイダに捉えられた内通者が処刑される直前に、「アメリカ人戦争捕虜が転向した」旨の情報を耳打ちされる。ブロディに近づき、彼がテロリストに寝返ったと確信する。有能だが気分障害の持病（診断名は双極性障害）があり、向精神薬を服用していることを家族以外には伏せて勤務している。ブロディとの間に娘をもうけ、シーズン4ではCIAカブール支局長となっているが、シーズン5では退職しドイツで慈善組織に勤め、シーズン6ではアメリカに戻りイスラム教徒を支援する組織を運営しながら、次期大統領に助言する。シーズン7ではアメリカ政治を混乱させようとするロシアの陰謀に巻き込まれてロシアに囚われの身となる。シーズン8では療養施設から呼び出され、タリバンとの和平交渉を助ける。 |                                   |                                                 |                                    |
| ニコラス・ブロディ | 1-3 (ゲスト: 4)                   | ダミアン・ルイス                                | 郷田ほづみ                         |
| 8年間戦争捕虜としてアルカーイダによって拘束され転向した後、デルタフォースに救助された海兵隊の小隊軍曹 。キャリーから、アルカーイダの協力者であると疑われ秘密裏に監視される。英雄としてもてはやされ、ウィリアム・ウォルデンの勧めで選挙に立候補して下院議員になる。アルカーイダとの関係が明るみに出され、CIA本部爆破事件犯人に仕立て上げられて逃亡する。のちにCIAに協力してイランに侵入するも処刑される。キャリーとの間に娘をもうける。 |                                   |                                                 |                                    |
| ピーター・クイン | 3-6 (準レギュラー:2)              | ルパート・フレンド                              | 檀臣幸（2） 桐本拓哉（3 - ）       |
| CIA職員。ベネズエラで勤務していたため、当初キャリーと面識がない。シーズン4ではイスラマバード支局に勤め、シーズン5ではドイツ国内でテロリストの暗殺を行うが、サリンガスに曝される。シーズン6ではアメリカに戻るが後遺症に苦しみ、キャリーと次期大統領を守って死ぬ。 |                                   |                                                 |                                    |
| ソール・ベレンソン | 1-8                               | マンディ・パティンキン ベン・サヴェージ(1986年) | 小川真司（1 - 3） 菅生隆之（4 - ） |
| CIAの中東部門のチーフ。キャリーの元上司で恩師。ユダヤ人。妻はインド人だがシーズン1では別居している。キャリーのブロディに対する執着や行動に困惑する。アブ・ナジールの葬儀に参加していたので、テロに巻き込まれず長官代理になる。シーズン4ではCIAを退職しているが、シーズン5では復帰しヨーロッパ部門長となり、シーズン6ではアメリカに戻り、再びCIAを退職しNPOに勤務する。シーズン7以降は大統領顧問となる。 |                                   |                                                 |                                    |
| ジェシカ・ブロディ | 1-3                               | モリーナ・バッカリン                            | 大坂史子                           |
| ニコラス・ブロディの妻。死亡したはずの夫が8年ぶりに帰国する。8年の間に、寂しさを紛らわすため、夫の同僚のマイクと深い関係に陥っていたが、夫の帰国後は関係を断ち、夫を献身的に支える。 |                                   |                                                 |                                    |
| デイヴィッド・エスティース | 1-2                               | デヴィッド・ヘアウッド                          | 咲野俊介                           |
| CIAテロ対策センターの司令官。キャリーの上司 |                                   |                                                 |                                    |
| マイク・フェーバー | 1-2 (ゲスト:3)                    | ディエゴ・クラテンホフ                          | 中尾一貴                           |
| 海兵隊大尉で、ニコラスの親友。だが彼がイラクで死んだと思われてから8年間、ジェシカ・ブロディと交際し家族同然の間柄にまでなっていた。 |                                   |                                                 |                                    |
| デイナ・ブロディ | 1-3                               | モーガン・セイラー                              | 大平香奈                           |
| ニコラス・ブロディの娘。母・ジェシカとの確執があるが、父・ニコラスには心を開く。ウォルデン副大統領の息子フィンと親しくなる。 |                                   |                                                 |                                    |
| クリス・ブロディ | 1-3                               | ジャクソン・ペイス                              | 武田華                             |
| ニコラス・ブロディの息子。 |                                   |                                                 |                                    |
| ヴァージル | 2 (準レギュラー:1,3)              | デヴィッド・マルシアーノ                        | 山内健嗣                           |
| ブロディの監視を助ける元CIAのフリーランス。 |                                   |                                                 |                                    |
| アブ・ナジール | 2 (準レギュラー:1、ゲスト:3)      | ナヴィド・ネガーバン                            | 中博史                             |
| アルカーイダの幹部。息子のアイサを無人機で殺したウィリアム・ウォルデンに復讐を誓う。アメリカに入国するが殺され、水葬される。 |                                   |                                                 |                                    |
| ウィリアム・ウォルデン | 2 (準レギュラー：1)               | ジェイミー・シェリダン                          | 小室正幸                           |
| アメリカ合衆国副大統領でCIAの元長官。アブ・ナジールにペースメーカーを操作されて殺される。 |                                   |                                                 |                                    |
| ミラ・ベレンソン | 3 (準レギュラー:1,4、ゲスト:2,6)  | サリタ・チョウドリー                            | 橘凜                               |
| ソールの妻でインド人。 |                                   |                                                 |                                    |
| ダール・アダール | 3,6(ゲスト:2,7、準レギュラー:4,5) | F・マーリー・エイブラハム                       | 清川元夢                           |
| CIA幹部で秘密作戦の専門家。シーズン6で大統領暗殺打倒計画にかかわり、逮捕される。 |                                   |                                                 |                                    |
| アンドリュー・ ロックハート | 3-4                               | トレーシー・レッツ                              | 大塚芳忠                           |
| 上院議員。特別調査委員会の委員長でCIAを批判。後にCIA長官。 |                                   |                                                 |                                    |
| ファラ・シェラジ | 4 (準レギュラー:3)                | ナザニン・ボニアディ                            |                                    |
| CIAの分析官でイラン出身のムスリム。 |                                   |                                                 |                                    |
| マーサ・ボイド | 4                                 | ライラ・ロビンス                                |                                    |
| 合衆国の駐パキスタン大使。 |                                   |                                                 |                                    |
| オットー・デューリング | 5(準レギュラー:6)                 | セバスチャン・コッホ                            |                                    |
| ドイツの億万長者で慈善組織を運営し、キャリーを雇う。 |                                   |                                                 |                                    |
| アリソン・カー | 5                                 | ミランダ・オットー                              |                                    |
| CIAのベルリン支局長 |                                   |                                                 |                                    |
| ジョナス・ホーランダー | 5                                 | アレクサンダー・フェーリング                    |                                    |
| デューリング・ファウンデーションの法律顧問でキャリーのボーイフレンド |                                   |                                                 |                                    |
| ローラ・サットン | 5                                 | サラ・ソコロヴィッチ                            |                                    |
| デューリング・ファウンデーションで働くベルリン在住のアメリカ人ジャーナリスト |                                   |                                                 |                                    |
| エリザベス・キーン | 6-7                               | エリザベス・マーヴェル                          | 深見梨加                           |
| 初めての女性アメリカ大統領。息子を中東で戦死させている。キャリーを顧問とするが、反対勢力による暗殺の危機にさらされ、強権的に広範囲の政府関係者を逮捕させる。 |                                   |                                                 |                                    |
| マックス | 7-8(準レギュラー:1-4,6)           | モーリー・スターリング                          | 烏丸祐一                           |
| ヴァージルの弟でフリーランスのスパイ。テクノロジーに強く、子守も引き受ける。 |                                   |                                                 |                                    |
| ブレット・オキーフ | 7 (準レギュラー:6)                | ジェイク・ウェバー                              | 山野井仁                           |
| キーン次期大統領を批判する政治活動家 |                                   |                                                 |                                    |
| デヴィッド・ウェリントン | 7-8(ゲスト:6)                     | ライナス・ローチ                                | 木下浩之                           |
| アメリカ合衆国大統領首席補佐官。キーン、ワーナー、ヘイズに仕える。 |                                   |                                                 |                                    |
| ダンテ・アレン | 7                                 | モーガン・スペクター                            |                                    |
| キャリーのFBI内の友人 |                                   |                                                 |                                    |
| グロモフ | 8(準レギュラー:7)                 | コスタ・ローニン                                |                                    |
| ロシアGRUの幹部 |                                   |                                                 |                                    |
| ハイッサム・ハッカニ | 8(準レギュラー:4)                 | ヌーマン・アジャル                              | 中田譲治                           |
| CIAの暗殺者リストに載るタリバン幹部 |                                   |                                                 |                                    |
| タスニーム・クレイシ | 8(準レギュラー:4)                 | ニムラト・カウル                                |                                    |
| パキスタンISIの要員でタリバンに内通する。S8ではアフガニスタン和平交渉団の一員。 |                                   |                                                 |                                    |

### 準レギュラーキャスト
| 役名 | シーズン | 俳優                     | 日本語吹き替え |
| --- | -------- | ------------------------ | -------------- |
| ダニー・ガルベス | 1        | Hrach Titizian           |                |
| グアテマラ、レバノン系のCIAエージェント。ムスリムである。 |          |                          |                |
| トム・ウォーカー | 1        | クリス・チョーク         |                |
| ブロディと一緒に捕虜となった海兵隊員。死んだと思われていたが実は転向し生存していた。優秀な狙撃手でアブ・ナジールのテロに加わる。                                                    |          |                          |                |
| マギー・マティソン | 1-8      | エイミー・ハーグリーブス | 安永亜季       |
| キャリーの姉で精神科医。 |          |                          |                |
| フランク・マティソン | 1-3      | ジェームズ・レブホーン   | 小島敏彦       |
| キャリーの父で同じ双極性障害を患う。 |          |                          |                |
| フィン・ウォルデン | 2        | ティモシー・シャラメ     |                |
| 副大統領の息子。デイナとのドライブデート中にひき逃げ事故を起こし、デイナにも口止めをする。                                                                                          |          |                          |                |
| ロイヤ・ハマド | 2        | ズレイカ・ロビンソン     |                |
| ジャーナリスト。アブ・ナジールとは40年以上に渡り、家族ぐるみで親しい。アブ・ナジールとブロディの連絡役を務める。                                                                    |          |                          |                |
| マジド・ジャバディ | 3、6     | ショーン・トーブ         | 牛山茂         |
| イランの諜報機関の副長官。イラン革命前はソールの友人だったが裏切り、ソールはジャバディの妻子を合衆国に亡命させた。                                                                  |          |                          |                |
| アーヤン・イブラヒム | 4        | スラージ・シャルマ       |                |
| アメリカ軍の爆撃で家族を殺されたパキスタンの学生、ハッカニの甥 |          |                          |                |
| アーサー・カーン | 4        | ラザ・ジャフリー         |                |
| パキスタン軍統合情報局(ISI)の大佐 |          |                          |                |
| デニス・ボイド | 4        | マーク・モーゼス         |                |
| ボイド駐パキスタン大使の夫、大学教授 |          |                          |                |
| アストリッド | 4-6      | ニーナ・ホス             | 平野夏那子     |
| クインの元恋人でドイツ連邦情報局職員。シーズン4ではイスラマバードのドイツ大使館員、シーズン5ではドイツ国内で勤務。シーズン6では後遺症に苦しむクインの世話をしているときに殺される。 |          |                          |                |
| セクー・バー | 6        | J. Mallory McCree        | 奥田隆仁       |
| 過激思想に染まるニューヨーク在住のイスラム教徒。爆死。 |          |                          |                |
| ロブ・エモンズ | 6        | ヒル・ハーパー           | 新城健         |
| キーンに仕える次期アメリカ合衆国大統領首席補佐官。キーンを狙った爆弾で死亡。 |          |                          |                |
| レダ・ハシーム | 6        | パトリック・サボンギ     | 森啓一郎       |
| イスラム教徒の保護活動を行う大学教授で弁護士。キャリーの組織の同僚。 |          |                          |                |
| ジェイミー・マクレンドン | 6-7      | ロバート・ネッパー       | 若本規夫       |
| 次期大統領キーン暗殺計画を実行する将軍。 |          |                          |                |
| レイ・コンリン | 6        | ドミニク・フムサ         | 椙本滋         |
| セクーを捜査するFBI捜査官。セクー爆死の陰の陰謀をつかんだところで暗殺される。 |          |                          |                |
| ジョージ・パリス | 6        | デヴィッド・ソーントン   | 高岡瓶々       |
| アメリカ合衆国訟務長官。陰謀の現場を視察中に爆死。 |          |                          |                |
| ビル | 7        | マッケンジー・アスティン |                |
| マギーの夫で政府職員 |          |                          |                |
| ジョジー | 7        | Courtney Grosbeck        |                |
| マギーとビルの娘 |          |                          |                |
| サム・ペイリー | 7        | ディラン・ベイカー       | 菊池康弘       |
| キーン大統領を批判する上院議員 |          |                          |                |
| シモーヌ・マーティン | 7        | サンドリーヌ・ホルト     |                |
| ウェリントンの友人 |          |                          |                |
| 精神科医 | 7        | サキナ・ジャフリー       |                |
| キャリーを診察する精神科医 |          |                          |                |
| マスリン捜査官 | 7        | Matt Servitto            |                |
| オキーフを追うFBI捜査官 |          |                          |                |
| アンソン | 7        | ジェームズ・ダーシー     |                |
| キャリーの秘密作戦に参加する元CIA要員 |          |                          |                |
| ラルフ・ワーナー | 7-8      | ボー・ブリッジス         |                |
| エリザベス・キーン政権での副大統領、のちに大統領 |          |                          |                |
| マイク・ダン | 8        | Cliff Chamberlain        |                |
| CIAカブール支局長。かつてキャリーの部下。 |          |                          |                |
| ジェナ・ブラッグ | 8        | Andrea Deck              |                |
| CIAカブール支局員 |          |                          |                |
| ベンジャミン・ヘイズ | 8        | Sam Trammell             |                |
| ワーナー政権でのアメリカ副大統領、のちに大統領 |          |                          |                |
| ジョン・ゼイベル | 8        | ヒュー・ダンシー         |                |
| ヘイズ大統領の外交顧問 |          |                          |                |
| グロム | 8        | Mohammad Bakri           |                |
| アフガニスタン副大統領 |          |                          |                |
| ジャラール・ハッカニ | 8        | Elham Ehsas              |                |
| ハイッサムの息子 |          |                          |                |

### マイナーキャスト
| 役名                         | シーズン | 役柄                                                             |
| ---------------------------- | -------- | ---------------------------------------------------------------- |
| ファリド・ビン・アブド       | 1        | サウジアラビアの皇太子                                           |
| リン・リード                 | 1        | ファリドの愛人                                                   |
| ローダー・ウェイクフィールド | 1        | ブロディの同期の海兵 隊員                                        |
| アイリーン・モーガン         | 1        | 反アメリカのテロリスト                                           |
| ラキム・ファイサル           | 1        | 反アメリカのテロリスト、アイリーンの夫                           |
| ザンダー                     | 1-2      | デイナ・ブロディのかつてのボーイフレンド                         |
| スコット・ライアン           | 2-3,8    | CIA特殊工作員                                                    |
| レオ・キャラス               | 3        | デイナのボーイフレンドで過去に問題を起こしている                 |
| リーランド・ベネット         | 3        | ベネット・パー＆ハミルトン法律事務所の経営者。ジャバディの協力者 |
| ポール・フランクリン         | 3        | ベネットのために働く弁護士                                       |
| アラン・ベルナルド           | 3        | イスラエルのスパイでミラ・ベレンソンの恋人                       |
| ダネシュ・アクバリ           | 3        | イランの革命防衛隊の司令官                                       |
| ファルハド・ガージ           | 4        | パキスタン軍統合情報局(ISI)が雇う暴力要員。                      |
| ニューマン                   | 5        | CIAドイツ支局から機密文書を盗みだすハッカー                      |
| イータイ・ラスキン           | 5,6      | イスラエルの駐ドイツ大使                                         |
| イワン・クルーピン           | 5,7      | ロシア対外情報局(SVR)のスパイ                                    |
| アハメド・ナザリ             | 5        | イラク人弁護士でCIA内通者                                        |
| ビビ                         | 5        | ドイツ在住のテロリスト                                           |
| カシム                       | 5        | ドイツ在住のテロリストでビビの従兄弟                             |
| クリスティーン・ロナス       | 6-7      | キャリーから娘を取り上げる児童相談所職員                         |
| ネイト・ジョセフ             | 6        | ソールに協力するCIA職員                                          |
| ポーティウス・ベリ           | 6        | キャリーを監視する黒い帽子の男、傭兵。                           |
| トレント                     | 6        | マックスの潜入した会社での同僚                                   |
| サンディ                     | 7        | ソールに雇われる元CIAのロシア専門家                              |
| クリント                     | 7        | ソールに雇われるIT専門家                                         |
| ヴィクトル・マカロフ         | 7-8      | 中米ロシア大使                                                   |

## 製作

### 製作履歴
ギデオン・ラフのイスラエルのテレビドラマシリーズ『Hatufim』に基づき、『HOMELAND』は2010年初頭にハワード・ゴードンとアレックス・ガンサによって製作された。2010年9月19日、ショウタイムは『HOMELAND』のパイロット版を注文し、これはデヴィッド・ネビンズがイマジン・エンターテインメントを去ってショウタイムの社長になって以来、初めてのプロジェクトとなった。ハワード・ゴードン、アレックス・ガンサ、ギデオン・ラフは、パイロットの脚本を書き、 マイケル・クエスタは、パイロットの監督を行い、ハワード・ゴードン、アレックス・ガンサ、ギデオン・ラフ、アビ・ニールはエグゼクティブプロデューサーを務めた。
2011年4月7日に、ショウタイムは12話のエピソード制作にゴーサインを出した。チップ・ヨハンセンが共同エグゼクティブプロデューサーとしてシリーズに加わることが発表され、一方でパイロットの監督を務めたマイケル・クエスタは、エグゼクティブプロデューサーとしてシリーズに参加することとなった。
2011年7月21日に サンディエゴ・コミック・コンで、ショウタイムはシリーズが2011年10月2日に初放送されると発表した。シリーズ初放送日付の発表に伴い、ネットワークはまた、クレア・デインズとダミアン・ルイスの役名がそれぞれ、キャリー・マティソンとニコラス・ブロディに変更されたことを発表した。シリーズは、フォックス21により制作されている。

### 配役
配役はまずクレア・デインズが2010年11月に決まった。デインズは「自分自身の心理的な悪魔と戦う献身的なCIAエージェント」 キャリー・マティソンを演ずる。次に「賢く政治に精通したCIA部門長で、キャリーの指揮系統の上位で、ご意見番」ソール・ベレンソンを演ずるマンディ・パティンキンがシリーズに加わった。次に、ローラ・フレイザーが「ニック・ブロディの賢く強い妻」ジェシカ・ブロディの役を獲得した。次にデミアン・ルイスとデヴィッド・ヘアウッドが、それぞれ、「8年間バグダッドで戦争捕虜として過ごした」ブロディ、「CIAの出世頭でキャリーの上司で、テロ対策センターの史上最年少の司令官」デイヴィッド・エスティースとして決まった。ディエゴ・クラテンホフ、モーガン・セイラーとジャクソン・ペイスが、最後にメインキャストに加わった。クラッテンホフは「ブロディの親友で戦友で、ブロディの死を確信してから妻のジェシカと交際する」マイク・フェイバーを、セイラーは「ブロディの長女」デイナ・ブロディを、ペイスは「ニックとジェシカの甘えん坊で自己中心的な13歳の息子」クリス・ブロディを演じる。
その後、ショウタイムはローラ・フレイザーが降板し、モリーナ・バッカリンがジェシカ・ブロディの役に変更されたことを発表した。後にジェイミー・シェリダン 、ナヴィッド・ネガーバン、アミール・アリソンとブリアナ・ブラウンは、定期的な脇役としてシリーズに参加したと発表された。シェリダンは副大統領役、ネガーバンは、アブ・ナジール役、アリソンはファリード・ビン・アブッド王子役、ブラウンはリンリード役を演ずる。
デヴィッド・マルシアーノ、ナヴィド・ネガーバン、ジェイミー・シェリダンは第2シーズンよりシリーズのメインキャストに昇格した。

### 撮影
シリーズは、ノースカロライナ州シャーロットとその周辺で撮影された。他の場所よりも優れた税制優遇措置があったためと、シリーズの舞台バージニア州とワシントンD.C.に最も類似しているである。
シーズン2はまずイスラエルのテルアビブ で2012年5月に2週間撮影された。シーズンの残りの部分は、ノースカロライナ州シャーロット周辺で撮影された。
シーズン3では、さらにプエルトリコおよびモロッコが撮影場所として加わり、シーズン4はケープタウンで撮影され、シーズン5はベルリンで撮影された。シーズン6はニューヨーク市およびモロッコで撮影された。シーズン7はリッチモンドを撮影場所に加えた。シーズン8は再びモロッコで撮影された。

## エピソード
| シーズン | シーズン | エピソード数 | オリジナル放送日 | オリジナル放送日 | DVDとBlu-ray発売日 | DVDとBlu-ray発売日 | DVDとBlu-ray発売日 |
| シーズン | シーズン | エピソード数 | 初回             | 最終回           | リージョン1        | リージョン2        | リージョン4        |
| -------- | -------- | ------------ | ---------------- | ---------------- | ------------------ | ------------------ | ------------------ |
|          | 1        | 12           | 2011年10月2日    | 2011年12月18日   | 2012年8月28日      | 2012年9月10日      | 2012年9月19日      |
|          | 2        | 12           | 2012年9月30日    | 2012年12月16日   | 2013年9月10日      | 2013年9月23日      | 2013年9月12日      |
|          | 3        | 12           | 2013年9月29日    | 2013年12月15日   | 2014年9月9日       | 2014年9月8日       | 2014年9月24日      |
|          | 4        | 12           | 2014年10月5日    | 2014年12月21日   | 2015年9月8日       | 2015年6月15日      | 2015年4月29日      |
|          | 5        | 12           | 2015年10月4日    | 2015年12月20日   | 2017年1月10日      | 2016年4月25日      | 2016年4月28日      |
|          | 6        | 12           | 2017年1月15日    | 2017年4月9日     | 2018年2月6日       | 2017年7月3日       | 2017年7月19日      |
|          | 7        | 12           | 2018年2月11日    | 2018年4月29日    | 2019年8月13日      | 2018年9月24日      | 2018年11月5日      |
|          | 8        | 12           | 2020年2月9日     | 2020年4月26日    |                    | 2020年12月16日     |                    |

## 評価

### 批評家による評価
第1シーズンは28人の批評家から91/100のMetacritic評価を獲得し、幅広い称賛を受けた。『TV Guide』は 2011年最高のテレビ番組と名付け。ダミアン・ルイスとクレア・デインズによる演技を高く賞賛した。Metacriticは、批評家年末トップ10リストを集約した結果、『HOMELAND』を主要なテレビ評論家が選んだ2011年の2番目に高い評価のテレビ番組と決定した。
『ワシントン・ポスト』のハンク・スチューヴァーはパイロットエピソードを「A-」スコアを付け、「『HOMELAND』が他の9.11以降のドラマより際立たせるものは、キャリー役デインズの輝く演技—紛れもなく今シーズンもっとも強い女主人公であり、パイロットエピソードの後半は爽快にさせるものであった。このドラマにはまってしまった」と述べた。『ボストン・グローブ』のマシュー・ギルバートは、スコア「A」を与え、「今シーズンの気に入ったドラマのパイロットだった」と述べた。『エンターテイメント・ウィークリー』のケン・タッカーは 「A-」スコアを付け、「秋のシーズンで最も魅力的で緊張したミステリードラマ」と述べた。IGNテレビは、対テロ戦争について考えさせる「エース級のスリラー」と述べ肯定的に評価した。第7話「過ちの週末」は、圧倒的な批評家の称賛を受けたため、 番組の製作者達やダミアン・ルイスをして「エポックメイキングな」エピソードと言わしめた。

### 視聴率
2011年10月2日のパイロットエピソードの元の放送は108万人の視聴者を集め、ショウタイム過去8年の中で最も視聴率の高いドラマの初回放送となった。エピソードは、再放送や ビデオ・オン・デマンドで合計278万人の視聴者を集めた。シーズン1の最終エピソードは、ショウタイムのあらゆる初年度のシリーズのうち最大の170万人の視聴者を集めた。シーズン6の初回エピソードは前年12月30日に先行オンライン配信された。
| シーズン | エピソード数 | 放送枠   | 初回          | 初回            | 最終回         | 最終回          | 平均視聴者数 (万人) |
| シーズン | エピソード数 | 放送枠   | 放送日        | 視聴者数 (万人) | 放送日         | 視聴者数 (万人) | 平均視聴者数 (万人) |
| -------- | ------------ | -------- | ------------- | --------------- | -------------- | --------------- | ------------------- |
| 1        | 12           | 日曜10時 | 2011年10月2日 | 108             | 2011年12月18日 | 171             | 125                 |
| 2        | 12           | 日曜10時 | 2012年9月30日 | 173             | 2012年12月16日 | 229             | 192                 |
| 3        | 12           | 日曜9時  | 2013年9月29日 | 188             | 2013年12月15日 | 238             | 195                 |
| 4        | 12           | 日曜9時  | 2014年10月5日 | 161             | 2014年12月21日 | 192             | 165                 |
| 5        | 12           | 日曜9時  | 2015年10月4日 | 166             | 2015年12月20日 | 207             | 153                 |
| 6        | 12           | 日曜9時  | 2017年1月15日 | 108             | 2017年4月9日   | 190             | 128                 |
| 7        | 12           | 日曜9時  | 2018年2月11日 | 122             | 2018年4月29日  | 130             | 123                 |
| 8        | 12           | 日曜9時  | 2020年2月9日  | 60              | 2020年4月26日  | 126             | 83                  |

### 受賞とノミネート
プライムタイム・エミー賞
| 年            | 分野                         | 候補者 | エピソード                                                                               | 結果       |
| ------------- | ---------------------------- | --- | ---------------------------------------------------------------------------------------- | ---------- |
| 第64回2012年  | ドラマシリーズ部門作品賞     | アレックス・ガンサ、ハワード、ゴードン、マイケル・クエスタ、ギデオン・ラフ、アヴィ・ニール、ラン・テレム、チップ・ホヤンセン、アレクサンダー・ケリー、マイケル・クリック、ヘンリー・ブロメル、メレディス・スティーム                                                               | "英雄の帰還"、"トラウマ"、"誠実な兵士"、"過ちの週末"、"決意の果てに"                     | 受賞       |
| 第64回2012年  | ドラマシリーズ部門主演男優賞 | ダミアン・ルイス | "決意の果てに"                                                                           | 受賞       |
| 第64回2012年  | ドラマシリーズ部門主演女優賞 | クレア・デインズ | "信念と覚悟"                                                                             | 受賞       |
| 第64回2012年  | ドラマシリーズ部門監督賞     | マイケル・クエスタ | "英雄の帰還"                                                                             | ノミネート |
| 第64回2012年  | ドラマシリーズ部門脚本賞     | アレックス・ガンサ、ハワード・ゴードン、ギデオン・ラフ | "英雄の帰還"                                                                             | 受賞       |
| 第65回 2013年 | ドラマシリーズ部門作品賞     | アレックス・ガンサ, ハワード・ゴードン、マイケル・クエスタ、ギデオン・ラフ、アヴィ・ニール、ラン・テレム、チップ・ヨハンセン、アレクサンダー・ケリー、 マイケル・クリック、メレディス・スティーム                                                                                  | "裏切りの笑み", "緊迫のベイルート", "裏切り者のテロリスト", "尋問", "追悼", "苦しい選択" | ノミネート |
| 第65回 2013年 | ドラマシリーズ部門主演男優賞 | ダミアン・ルイス | "尋問"                                                                                   | ノミネート |
| 第65回 2013年 | ドラマシリーズ部門主演女優賞 | クレア・デインズ | "尋問"                                                                                   | 受賞       |
| 第65回 2013年 | ドラマシリーズ部門助演男優賞 | マンディ・パティンキン | "苦しい選択"                                                                             | ノミネート |
| 第65回 2013年 | ドラマシリーズ部門助演女優賞 | モリーナ・バッカリン | "正しかったこと"                                                                         | ノミネート |
| 第65回 2013年 | ドラマシリーズ部門部門監督賞 | レスリー・リンカ・グラッター | "尋問"                                                                                   | ノミネート |
| 第65回 2013年 | ドラマシリーズ部門部門脚本賞 | ヘンリー・ブロメル | "尋問"                                                                                   | 受賞       |
| 第66回 2014年 | ドラマシリーズ部門主演女優賞 | クレア・デインズ | "名もなき星"                                                                             | ノミネート |
| 第66回 2014年 | ドラマシリーズ部門助演俳優賞 | マンディ・パティンキン | "正当化の理由"                                                                           | ノミネート |
| 第67回 2015年 | ドラマシリーズ部門作品賞     | アレックス・ガンサ、 ハワード・ゴードン、アレクサンダー・ケリー、 チップ・ヨハンセン、 レスリー・リンカ・グラッター、メレディス・スティーム、 ギデオン・ラフ、アヴィ・ニール、 ラン・テレム、 パトリック・ハービンソン、 マイケル・クリック、 クレア・デインズ、ローレン・ホワイト | "掛け違い", "混乱", "約束と決断", "不気味な気配", "大使館襲撃", "執念"                   | ノミネート |
| 第67回 2015年 | ドラマシリーズ部門主演女優賞 | クレア・デインズ | "掛け違い"                                                                               | ノミネート |
| 第67回 2015年 | ドラマシリーズ部門監督賞     | レスリー・リンカ・グラッター | "掛け違い"                                                                               | ノミネート |
| 第68回 2016年 | ドラマシリーズ部門作品賞     | |                                                                                          | ノミネート |
| 第68回 2016年 | ドラマシリーズ部門主演女優賞 | クレア・デインズ | "超大国"                                                                                 | ノミネート |
| 第68回 2016年 | ドラマシリーズ部門監督賞     | レスリー・リンカ・グラッター | "もてなしの精神"                                                                         | ノミネート |
| 第69回 2017年 | ドラマシリーズ部門助演男優賞 | マンディ・パティンキン | "アメリカファースト"                                                                     | ノミネート |
| 第69回 2017年 | ドラマシリーズ部門監督賞     | レスリー・リンカ・グラッター | "アメリカファースト"                                                                     | ノミネート |
| 第70回 2018年 | ドラマシリーズ部門助演男優賞 | マンディ・パティンキン | TBA                                                                                      | 未決定     |

プライムタイム・クリエイティブ・エミー賞
| 年            | 分野                                 | 候補 | エピソード             | 結果       |
| ------------- | ------------------------------------ | --- | ---------------------- | ---------- |
| 第64回 2012年 | ドラマ部門配役賞                     | Junie Lowry Johnson, Libby Goldstein, Judy Henderson, Craig Fincannon, Lisa Mae Fincannon                                   |                        | 受賞       |
| 第64回 2012年 | ドラマ部門シングルカメラ画像編集賞   | Jordan Goldman, David Latham                                                                                                | "Pilot"                | 受賞       |
| 第64回 2012年 | 主題曲賞                             | Sean Callery |                        | ノミネート |
| 第64回 2012年 | ドラマ・コメディ部門音響ミキシング賞 | Larry Long, Nello Torri, Alan Decker, Larold Rebhun                                                                         |                        | ノミネート |
| 第65回 2013年 | ドラマ部門配役賞                     | Craig Fincannon, Lisa Mae Fincannon                                                                                         |                        | ノミネート |
| 第65回 2013年 | シングルカメラ・シリーズ部門撮影賞   | Nelson Cragg | "緊迫のベイルート"     | ノミネート |
| 第65回 2013年 | ドラマ・コメディ部門音響ミキシング賞 | Larry Long, Nello Torri, Alan Decker, Larold Rebhun                                                                         | "緊迫のベイルート"     | ノミネート |
| 第65回 2013年 | ゲスト俳優賞                         | ルパート・フレンド | "尋問"                 | ノミネート |
| 第66回 2014年 | シングルカメラ部門撮影賞             | David Klein | "名もなき星"           | ノミネート |
| 第66回 2014年 | ドラマ・コメディ部門音響ミキシング賞 | Larry Long, Nello Torri, Alan Decker, Larold Rebhun                                                                         | "国境越え"             | ノミネート |
| 第67回 2015年 | ドラマ・コメディ部門音響賞           | Dieter Keck, Nello Torri, Alan Decker, Larold Rebhun                                                                        | "混乱"                 | ノミネート |
| 第67回 2015年 | ドラマ部門ゲスト俳優賞               | F・マーリー・エイブラハム                                                                                                   | "招かざる者"           | ノミネート |
| 第68回 2016年 | シングルカメラ部門撮影賞             | David Klein | "もてなしの精神"       | ノミネート |
| 第69回 2017年 | ドラマシリーズ部門音響賞             | Craig A. Dellinger, Ryne Gierke, Eric Raber, Shawn Kennelly, Jeff Charbonneau, Melissa Kennelly & Vince Nicastro            | "アメリカ・ファースト" | ノミネート |
| 第70回 2018年 | ドラマ・コメディ部門音響賞           | Craig A. Dellinger, Eric Raber, Ian Shedd, Ryne Gierke, Shawn Kennelly, Jeff Charbonneau, Melissa Kennelly & Vince Nicastro | "奪還"                 | 未決定     |
| 第70回 2018年 | ドラマ部門ゲスト俳優賞               | F・マーリー・エイブラハム                                                                                                   | "奪還"                 | 未決定     |

ゴールデングローブ賞
| 年            | 分野                       | 候補者                 | 結果       |
| ------------- | -------------------------- | ---------------------- | ---------- |
| 第69回 2012年 | ドラマ部門テレビシリーズ賞 |                        | 受賞       |
| 第69回 2012年 | ドラマ部門テレビ主演女優賞 | クレア・デインズ       | 受賞       |
| 第69回 2012年 | ドラマ部門テレビ主演男優賞 | ダミアン・ルイス       | ノミネート |
| 第70回2013年  | ドラマ部門テレビシリーズ賞 |                        | 受賞       |
| 第70回2013年  | ドラマ部門テレビ主演女優賞 | クレア・デインズ       | 受賞       |
| 第70回2013年  | ドラマ部門テレビ主演男優賞 | ダミアン・ルイス       | 受賞       |
| 第70回2013年  | ドラマ部門テレビ助演男優賞 | マンディ・パティンキン | ノミネート |
| 第72回 2015年 | ドラマ部門テレビ主演女優賞 | クレア・デインズ       | ノミネート |

クリティクス・チョイス・テレビジョン・アワード
| 年           | 分野         | 候補者                 | 結果       |
| ------------ | ------------ | ---------------------- | ---------- |
| 第2回 2012年 | ドラマ作品賞 |                        | 受賞       |
| 第2回 2012年 | 主演女優賞   | クレア・デインズ       | 受賞       |
| 第2回 2012年 | 主演男優賞   | ダミアン・ルイス       | ノミネート |
| 第3回 2013年 | ドラマ作品賞 |                        | ノミネート |
| 第3回 2013年 | 主演女優賞   | クレア・デインズ       | ノミネート |
| 第3回 2013年 | 主演男優賞   | ダミアン・ルイス       | ノミネート |
| 第5回 2015年 | ドラマ作品賞 |                        | ノミネート |
| 第5回 2015年 | 助演男優賞   | マンディ・パティンキン | ノミネート |

全米映画俳優組合賞
| 年            | 分野                                                | 候補者           | 結果       |
| ------------- | --------------------------------------------------- | ---------------- | ---------- |
| 第19回 2013年 | 全米映画俳優組合賞女優賞 (ドラマシリーズ)           | クレア・デインズ | 受賞       |
| 第19回 2013年 | 全米映画俳優組合賞男優賞 (ドラマシリーズ)           | ダミアン・ルイス | ノミネート |
| 第19回 2013年 | 全米映画俳優組合賞アンサンブル賞 (ドラマシリーズ)   |                  | ノミネート |
| 第20回 2014年 | 全米映画俳優組合賞女優賞 (ドラマシリーズ)           | クレア・デインズ | ノミネート |
| 第20回 2014年 | 全米映画俳優組合賞アンサンブル賞 (ドラマシリーズ)   |                  | ノミネート |
| 第20回 2014年 | 全米映画俳優組合賞スタント・アンサンブル賞 (テレビ) |                  | ノミネート |
| 第21回 2015年 | 全米映画俳優組合賞女優賞 (ドラマシリーズ)           | クレア・デインズ | ノミネート |
| 第21回 2015年 | 全米映画俳優組合賞アンサンブル賞 (ドラマシリーズ)   |                  | ノミネート |
| 第21回 2015年 | 全米映画俳優組合賞スタント・アンサンブル賞 (テレビ) |                  | ノミネート |
| 第22回 2016年 | 全米映画俳優組合賞女優賞 (ドラマシリーズ)           | クレア・デインズ | ノミネート |
| 第22回 2016年 | 全米映画俳優組合賞アンサンブル賞 (ドラマシリーズ)   |                  | ノミネート |
| 第22回 2016年 | 全米映画俳優組合賞スタント・アンサンブル賞 (テレビ) |                  | ノミネート |

TCA賞
| 年            | 分野             | 候補者           | 結果       |
| ------------- | ---------------- | ---------------- | ---------- |
| 第28回 2012年 | 番組作品賞       |                  | ノミネート |
| 第28回 2012年 | ドラマ作品賞     |                  | ノミネート |
| 第28回 2012年 | 新番組賞         |                  | 受賞       |
| 第28回 2012年 | ドラマ部門功労賞 | クレア・デインズ | 受賞       |
| 第29回 2013年 | ドラマ作品賞     |                  | ノミネート |

サテライト賞
| 年     | 分野                       | 候補者           | 結果       |
| ------ | -------------------------- | ---------------- | ---------- |
| 2011年 | ドラマ部門テレビ主演女優賞 | クレア・デインズ | 受賞       |
| 2012年 | ドラマ部門テレビ作品賞     |                  | 受賞       |
| 2012年 | ドラマ部門テレビ主演女優賞 | クレア・デインズ | 受賞       |
| 2012年 | ドラマ部門テレビ主演男優賞 | ダミアン・ルイス | 受賞       |
| 2014年 | ドラマ部門テレビ作品賞     |                  | ノミネート |
| 2016年 | ドラマ部門テレビ主演女優賞 | クレア・デインズ | 受賞       |

全米脚本家組合賞
| 年          | 分野                   | 候補者 | エピソード             | 結果       |
| ----------- | ---------------------- | --- | ---------------------- | ---------- |
| 2011-2012年 | ドラマシリーズ脚本賞   | ヘンリー・ブロメル、アレキサンダー・ケリー、アレックス・ガンサ、ハワード・ゴードン、チップ・ヨハンセン、ギデオン・ラフ、メレディス・スティーム |                        | ノミネート |
| 2011-2012年 | 新シリーズ脚本賞       | ヘンリー・ブロメル、アレキサンダー・ケリー、アレックス・ガンサ、ハワード・ゴードン、チップ・ヨハンセン、ギデオン・ラフ、メレディス・スティーム |                        | 受賞       |
| 2011-2012年 | エピソード脚本賞       | ヘンリー・ブロメル | "誠実な兵士"           | 受賞       |
| 2012-2013年 | ドラマシリーズ脚本賞   | ヘンリー・ブロメル、アレクサンダー・ケリー、アレックス・ガンサ、ハワード・ゴードン、チップ・ヨハンセン、メレディス・スティーム                 |                        | ノミネート |
| 2012-2013年 | エピソード脚本賞       | メレディス・スティーム | "裏切り者のテロリスト" | ノミネート |
| 2013-2014年 | ベストドラマシリーズ賞 | |                        | ノミネート |

その他
| 年     | Award                                      | 分野                             | 候補者                                                 | 対象                   | 結果       |
| ------ | ------------------------------------------ | -------------------------------- | ------------------------------------------------------ | ---------------------- | ---------- |
| 2012年 | アメリカン・フィルム・インスティチュート賞 | トップ10テレビ番組               |                                                        | シーズン1              | 受賞       |
| 2013年 | アメリカン・フィルム・インスティチュート賞 | トップ10テレビ番組               |                                                        | シーズン2              | 受賞       |
| 2012年 | アメリカ映画編集者協会                     | 1時間番組編集賞                  | Jordan Goldman, David Latham for                       | "Pilot"                | 受賞       |
| 2012年 | エドガー賞                                 | テレビ番組脚本賞                 | ギデオン・ラフ、ハワード・ゴードン、アレックス・ガンサ | "英雄の帰還"           | 受賞       |
| 2013年 | エドガー賞                                 | テレビ番組脚本賞                 | メレディス・スティーム                                 | "裏切り者のテロリスト" | ノミネート |
| 2012年 | 全米監督協会賞                             | ドラマシリーズ部門監督賞         | マイケル・クエスタ                                     | "英雄の帰還"           | ノミネート |
| 2013年 | 全米監督協会賞                             | ドラマシリーズ部門監督賞         | レスリー・リンカ・グラッター                           | "尋問"                 | ノミネート |
| 2013年 | 全米監督協会賞                             | ドラマシリーズ部門監督賞         | マイケル・クエスタ                                     | "苦しい選択"           | ノミネート |
| 2014年 | 全米監督協会賞                             | ドラマシリーズ部門監督賞         | レスリー・リンカ・グラッター                           | "名もなき星"           | ノミネート |
| 2015年 | 全米監督協会賞                             | ドラマシリーズ部門監督賞         | レスリー・リンカ・グラッター                           | "掛け違い"             | ノミネート |
| 2015年 | 全米監督協会賞                             | ドラマシリーズ部門監督賞         | ダン・アティアス                                       | "大使館襲撃"           | ノミネート |
| 2016年 | 全米監督協会賞                             | ドラマシリーズ部門監督賞         | レスリー・リンカ・グラッター                           | "もてなしの精神"       | ノミネート |
| 2011年 | ピーボディ賞                               |                                  |                                                        |                        | 受賞       |
| 2013年 | ピープルズ・チョイス・アワード             | スリラー番組賞                   |                                                        |                        | ノミネート |
| 2014年 | ピープルズ・チョイス・アワード             | プレミアム・ケーブルテレビ番組賞 |                                                        |                        | 受賞       |
| 2014年 | ピープルズ・チョイス・アワード             | プレミアム・ケーブル女優賞       | クレア・デインズ                                       |                        | ノミネート |
| 2016年 | ピープルズ・チョイス・アワード             | プレミアム・ケーブルテレビ番組賞 |                                                        |                        | 受賞       |
| 2016年 | ピープルズ・チョイス・アワード             | プレミアム・ケーブル女優賞       | クレア・デインズ                                       |                        | ノミネート |
| 2012年 | プリズム賞                                 | ドラマシリーズ部門女優賞         | クレア・デインズ                                       |                        | ノミネート |
| 2013年 | 米国プロデューサー組合賞                   | テレビ番組プロデューサー賞       |                                                        |                        | 受賞       |
| 2014年 | 米国プロデューサー組合賞                   | テレビ番組プロデューサー賞       |                                                        |                        | ノミネート |
| 2016年 | 米国プロデューサー組合賞                   | テレビ番組プロデューサー賞       |                                                        |                        | ノミネート |

## 米国以外の放送
| 国                    | ネットワーク                        | 初回           |
| --------------------- | ----------------------------------- | -------------- |
| アフガニスタン        | Tolo TV                             | 2012年4月8日   |
| オーストラリア        | Network Ten                         | 2012年1月22日  |
| カナダ                | Super Channel                       | 2011年11月1日  |
| デンマーク            | DR1                                 | 2012年1月4日   |
| フランス              | Canal+                              | 2012年9月3日   |
| ドイツ                | Sat.1                               | 2013年2月3日   |
| インド バングラデシュ | Star World                          | 2013年9月3日   |
| アイルランド          | RTÉ                                 | 2012年1月13日  |
| イスラエル            | Yes Oh                              | 2012年1月21日  |
| イタリア              | Fox                                 | 2012年2月6日   |
| ラテン・アメリカ      | FX                                  | 2012年3月4日   |
| オランダ              | BNN                                 | 2012年1月1日   |
| ニュージーランド      | TV3                                 | 2012年2月13日  |
| ノルウェー            | TV 2                                | 2011年11月21日 |
| フィリピン            | Fox Philippines                     | 2012年5月7日   |
| ポーランド            | Fox                                 | 2012年3月1日   |
| ポルトガル            | Fox                                 | 2012年1月16日  |
| ロシア                | Ivy                                 | 2011           |
| シンガポール          | Fox Movies Premium                  | 2012年4月6日   |
| 南アフリカ            | M-Net                               | 2012年4月18日  |
| スウェーデン          | Sveriges Television                 | 2011年11月23日 |
| タイ                  | Fox Movies Premium                  | (2012)         |
| イギリス              | Channel 4                           | 2012年2月19日  |
| 日本                  | FOX CRIME(S1-S4) FOXチャンネル(S5-) | 2012年6月14日  |